# Йохан фон Щауфен
Йохан фон Щауфен (на немски: Johann von Staufen; † 1325/1426) е благородник от швабския благороднически род Щауфен (Хоенщауфен) в Брайзгау при Гьопинген в Баден-Вюртемберг.
През 1330 г. Йохан фон Щауфен продава град Мюнстер в Шварцвалд и замък Шарфенщайн също фогтая Мюнстертал на херцог Ото IV Австрийски.
Мъжката линия на рода Щауфен измира през 1602 г.

## Фамилия
Йохан фон Щауфен се жени пр. 1321 г. за Елизабет фон Тирщайн († сл. 1348), дъщеря на граф Зигмунд II фон Тирщайн († 1320) и Агнес фон Вайсенбург († сл. 1334), дъщеря на Рудолф фон Вайсенбург.  Бракът е бездетен.
Елизабет фон Тирщайн се омъжва втори път за Георг фон Хатщат († пр. 1327).